# 穆里爾副獅子魚
穆里爾副獅子魚，為輻鰭魚綱鮋形目杜父魚亞目獅子魚科的其中一種，分布於地中海的西班牙海域，棲息深度500-600公尺，為深海底棲性魚類，屬肉食性，生活習性不明。

## 擴展閱讀
維基物種上的相關：穆里爾副獅子魚